# Tecovasaurus
Tecovasaurus is een geslacht van uitgestorven Amniota uit het Laat-Trias van onbekende verwantschappen, alleen bekend van tanden. Het werd aanvankelijk, in 1994, beschreven als een basale ornithischische dinosauriër, later opnieuw geclassificeerd als een lid van de clade Archosauriformes van onzekere fylogenetische plaatsing (Irmis et al. (2007), en later, rekening houdend met de gelijkenis van zijn tanden met de tanden van traversodontide cynodonten als Dadadon (gedeelde aanwezigheid van tanden met min of meer driehoekige kronen, vergrote denticula en implantatie van thecodonte tanden, dus in tandkassen), als een amnioot van onzekere verwantschappen (Kammerer et al., 2012; hoewel gebaseerd op verschillen in grove morfologie en geografische scheiding, achtten de auteurs het waarschijnlijker dat het taxon inderdaad een archosauriform is in plaats van een traversodontide. 
Het geslacht is benoemd naar de Tecovas-formatie in Texas en Arizona, die de holotype-resten opleverde, specimen NMMNH P-18192 gevonden ten noorden van de Home Creek ten noorden van Kalgary, Texas. De typesoort is Tecovasaurus murryi. De soortaanduiding eert Phillip A. Murry die vele tanden uit het Laat-Trias onderzocht.